# Elif Yanık
Elif Yanık Hüseyin (ur. 18 września 1997) – turecka zapaśniczka walcząca w stylu wolnym. Zajęła dziesiąte miejsce na mistrzostwach świata w 2019. 
Piąta w indywidualnym Pucharze Świata w 2020. Piąta na mistrzostwach Europy w 2020 i 2021. Srebrna medalistka mistrzostw śródziemnomorskich w 2015. Zdobyła brązowy medal na akademickich MŚ w 2016. 
Trzecia na ME U-23 w 2017 i 2019. Druga na ME juniorów w 2016 roku.